# Hemacroneuria violacea
Hemacroneuria violacea és una espècie d'insecte plecòpter pertanyent a la família dels pèrlids.

## Descripció
- Els adults presenten un color negre en general amb el cap i el pronot completament foscos, les potes i les antenes negres, i les ales fosques llevat d'una àrea clara.
- Les ales anteriors del mascle fan 17-20 mm de llargària.
- La larva no ha estat encara descrita.[5]

## Hàbitat
En el seu estadi immadur és aquàtic i viu a l'aigua dolça, mentre que com a adult és terrestre i volador.

## Distribució geogràfica
Es troba a Àsia: el Vietnam.